# Drzonowo (województwo kujawsko-pomorskie)
Drzonowo – wieś w Polsce, położona w województwie kujawsko-pomorskim, w powiecie chełmińskim, w gminie Lisewo.
W latach 1975–1998 wieś administracyjnie należała do województwa toruńskiego.
W latach 1939 - 1942 dotychczasową nazwą wsi było Drzonowo, lecz po przeprowadzonej zamianie nazw miejscowości w Okręgu Rzeszy Gdańsk-Prusy Zachodnie, w latach 1942 - 1945 nazywała się Drenau.

## Integralne części wsi
| SIMC   | Nazwa   | Rodzaj    |
| ------ | ------- | --------- |
| 028265 | Golgota | część wsi |

## Demografia
Według Narodowego Spisu Powszechnego (III 2011 r.) wieś liczyła 145 mieszkańców. Jest jedenastą co do wielkości miejscowością gminy Lisewo.